# Мамбетов Болот Мамбетович
Болот Мамбетович Мамбетов (кирг. Болот Мамбетович Мамбетов; 5 травня 1907 — 2 березня 1990) — киргизький радянський партійний діяч, голова Ради міністрів Киргизької РСР у 1961—1968 роках. Кандидат у члени ЦК КПРС у 1961—1971 роках. Депутат Верховної ради СРСР 2—3-го та 6—7-го скликань. Кандидат економічних наук (1953).

## Життєпис
Народився в заможній родині. З 1925 до 1930 року був слухачем робітничого факультету в Оренбурзі. Член ВКП(б) від 1929 року.
У 1930—1935 роках — студент Московського інституту інженерів водного транспорту за спеціальністю інженер-гідротехнік. 
У 1935—1937 роках працював інженером Джети-Огузького районного відділу водного господарства Іссик-Кульської області. У 1937—1940 роках був начальником Аравансько-Буринського іригаційного управління міста Ош.
30 грудня 1940 — 24 травня 1941 року — 3-й секретар ЦК КП(б) Киргизії. 24 травня 1941 — 1943 року — секретар ЦК КП(б) Киргизії із транспорту. У 1943—1945 роках — заступник секретаря ЦК КП(б) Киргизії із транспорту.
Від 1945 до листопада 1951 року був першим секретарем Фрунзенського обласного комітету КП(б) Киргизії.
10 липня 1950 — 21 серпня 1953 року — голова Верховної ради Киргизької РСР.
У 1951—1953 роках навчався на курсах перепідготовки перших секретарів обкомів при ЦК ВКП(б).
Від 1953 до 1954 року займав посаду директора Інституту водного господарства й енергетики Киргизької філії Академії наук СРСР. З 1954 до 1961 року — міністр водного господарства Киргизької РСР.
10 травня 1961 — 23 січня 1968 року — голова Ради міністрів Киргизької РСР.
У січні 1968 року вийшов на пенсію, отримавши статус персонального пенсіонера союзного значення.
Помер 2 березня 1990 року в Москві. Похований на Кунцевському кладовищі.

## Нагороди і звання
- Герой Киргизької Республіки (28.08.2024, посмертно)
- три ордени Леніна
- три ордени Трудового Червоного Прапора (31.01.1941)
- орден Червоної Зірки
- медалі